# Вранич (Брестоваць)
45°25′ пн. ш. 17°30′ сх. д. / 45.42° пн. ш. 17.50° сх. д.
Вранич (хорв. Vranić) — населений пункт у Хорватії, у Пожезько-Славонській жупанії у складі громади Брестоваць.

## Населення
Населення за даними перепису 2011 року становило 0 осіб.
Динаміка чисельності населення поселення:

## Клімат
Середня річна температура становить 10,79 °C, середня максимальна – 25,02 °C, а середня мінімальна – -5,90 °C. Середня річна кількість опадів – 871 мм.
| Клімат поселення                              | Клімат поселення | Клімат поселення | Клімат поселення | Клімат поселення | Клімат поселення | Клімат поселення | Клімат поселення | Клімат поселення | Клімат поселення | Клімат поселення | Клімат поселення | Клімат поселення | Клімат поселення |
| Показник                                      | Січ.             | Лют.             | Бер.             | Квіт.            | Трав.            | Черв.            | Лип.             | Серп.            | Вер.             | Жовт.            | Лист.            | Груд.            |                  |
| Середній максимум, °C                         | 6,97             | 8,68             | 13,15            | 17,02            | 21,92            | 25,02            | 24,32            | 23,76            | 19,94            | 15,11            | 9,50             | 5,40             |                  |
| Середня температура, °C                       | 0,54             | 2,25             | 6,71             | 10,58            | 15,48            | 18,58            | 20,54            | 19,97            | 16,16            | 11,32            | 5,73             | 1,64             |                  |
| Середній мінімум, °C                          | −5,9             | −4,19            | 0,28             | 4,14             | 9,04             | 12,14            | 16,75            | 16,19            | 12,37            | 7,54             | 1,95             | −2,16            |                  |
| Норма опадів, мм                              | 54               | 50               | 57               | 72               | 83               | 100              | 80               | 82               | 69               | 76               | 82               | 66               |                  |
| Середньомісячна швидкість вітру, м/с          | 1.93             | 2.18             | 2.48             | 2.41             | 2.18             | 2.00             | 1.93             | 1.80             | 1.81             | 1.84             | 1.94             | 1.98             |                  |
| Середньомісячна сонячна радіація, кДж/м²·день | 4353             | 7094             | 10884            | 15197            | 19187            | 21493            | 22239            | 19869            | 14775            | 9188             | 4942             | 3639             |                  |
| --------------------------------------------- | ---------------- | ---------------- | ---------------- | ---------------- | ---------------- | ---------------- | ---------------- | ---------------- | ---------------- | ---------------- | ---------------- | ---------------- | ---------------- |
| Джерело:                                      |                  |                  |                  |                  |                  |                  |                  |                  |                  |                  |                  |                  |                  |